# نو ذات‌الکرسی

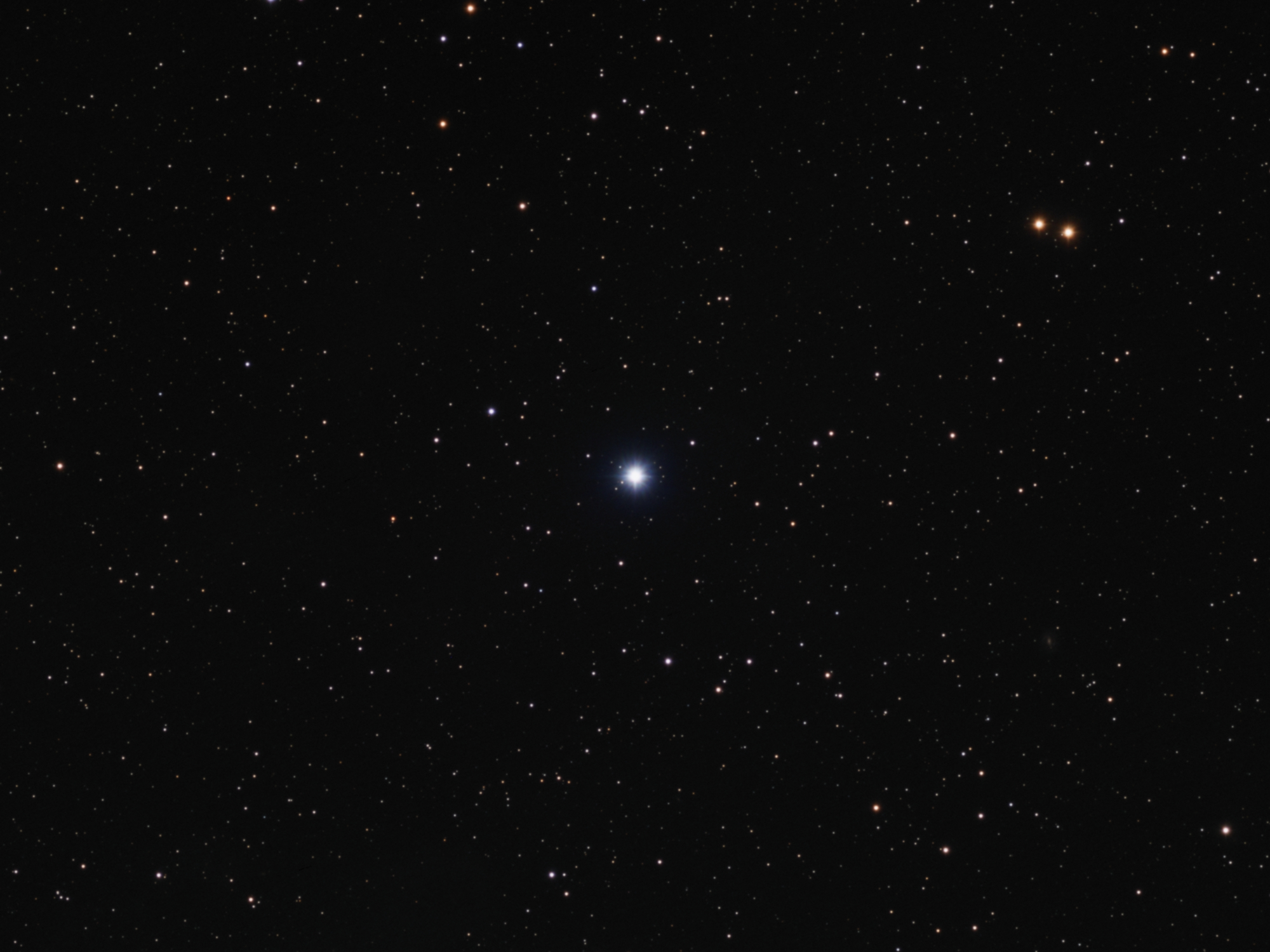
ستاره نوذات الکرسی

نو ذات‌الکرسی یک ستاره است که در صورت فلکی ذات‌الکرسی قرار دارد.